# Saturn Award för bästa smink
Detta är en lista över Saturn Award-vinnare för bästa makeup.:
| År      | Film                                         |
| ------- | -------------------------------------------- |
| 1973    | Exorcisten                                   |
| 1974/75 | Det våras för Frankenstein                   |
| 1976    | Flykten från framtiden                       |
| 1977    | Stjärnornas krig                             |
| 1978    | Mardrömsjakten                               |
| 1979    | Kärlek vid första bettet                     |
| 1980    | Experimentet, Scanners (delat pris)          |
| 1981    | En amerikansk varulv i London                |
| 1982    | Poltergeist                                  |
| 1983    | Jedins återkomst                             |
| 1984    | Terminator                                   |
| 1985    | Day of the Dead                              |
| 1986    | Flugan                                       |
| 1987    | Robocop                                      |
| 1988    | Beetlejuice                                  |
| 1989/90 | Dick Tracy                                   |
| 1991    | När lammen tystnar                           |
| 1992    | Batman - Återkomsten                         |
| 1993    | Den heliga familjen Addams                   |
| 1994    | En vampyrs bekännelse                        |
| 1995    | Se7en                                        |
| 1996    | Den galna professorn                         |
| 1997    | Spawn                                        |
| 1998    | Vampires                                     |
| 1999    | Mumien                                       |
| 2000    | Grinchen – julen är stulen                   |
| 2001    | Hannibal                                     |
| 2002    | Sagan om de två tornen                       |
| 2003    | Sagan om konungens återkomst                 |
| 2004    | Hellboy                                      |
| 2005    | Berättelsen om Narnia: Häxan och lejonet     |
| 2006    | Slither                                      |
| 2007    | Pirates of the Caribbean - Vid världens ände |
| 2008    | Benjamin Buttons otroliga liv                |
| 2009    | Star Trek                                    |
| 2010    | The Wolfman                                  |
| 2011    | X-Men: First Class                           |
| 2012    | Cloud Atlas                                  |
| 2013    | Prisoners                                    |
| 2014    | Guardians of the Galaxy                      |
| 2015    | Star Wars: The Force Awakens                 |
| 2016    | Star Trek Beyond                             |
| 2017    | Black Panther                                |
| 2018/19 | Avengers: Endgame                            |
| 2019/20 | Star Wars: The Rise of Skywalker             |
| 2021/22 | Dune                                         |